# Abbath
О́льве Э́йкему (норв. Olve Eikemo; род. 27 июня 1973, Берген, Одда), более известный под псевдонимом Abbath или Abbath Doom Occulta — норвежский музыкант, один из основателей блэк-метал-группы Immortal (1990—2015). В настоящее время вокалист и гитарист собственного одноимённого блэк-метал-проекта Abbath.

## Биография
Аббат родился в Одде и вырос в Люсе-фьорде в Ос, недалеко от Бергена в Норвегии. С детства является страстным поклонником группы Kiss.
Был одним из основателей дэт-метал-группы Old Funeral. В 1990 году ушёл из Old Funeral и вместе с Демоназом основал Immortal. В 2006 году создал супер-группу «I», в которой является вокалистом и гитаристом. В 1996 году основал трибьют-группу Motörhead — Bömbers. Помимо Аббата (вокал, бас), в группе играл Tore (ex-Old Funeral) на гитарах и Pez (Punishment Park) на барабанах. Во время фестиваля Inferno Metal 2007 года Аббат присоединился к немецкой трэш-метал-группе Sodom на сцене и исполнил кавер-версию песни Motörhead «Ace of Spades».
На ранних альбомах Immortal Аббат играл на бас-гитаре. В 1997 году Демоназ (основной автор текстов и гитарист) перенёс тендинит и не смог продолжить играть на гитаре, в результате чего гитаристом группы стал Abbath. Кроме того, на некоторых альбомах ему пришлось исполнять роль ударника.
После ухода из Immortal основал собственную группу ABBATH.
Аббат был женат на сестре Демоназа, от этого брака у него есть сын (родился в 1993 или 1994 году).
Занимает 86 позицию в списке «100 лучших метал-гитаристов всех времён» журнала Guitar World (2004 год).
С 2015 года Abbath является эндорсером Schecter. В 2017 году была выпущена фирменная модель под названием RavenDark V.
Использует следующие инструменты:
- Schecter RavenDark V FR
- Schecter Hellraiser Hybrid C-1
- Schecter Gary Holt V-1
- LTD V-401DX (со звукоснимателями Seymour Duncan)
- LTD DV8-R
- GHL Jackson Randy Rhoads copy

## Дискография
Old Funeral
- The Fart That Should Not Be (1989, демо)
- Abduction of Limbs (1990, демо)

Immortal
- Immortal (1991, EP)
- Diabolical Fullmoon Mysticism (1992)
- Pure Holocaust (1993)
- Battles in the North (1995)
- Blizzard Beasts (1997)
- At the Heart of Winter (1999)
- Damned in Black (2000)
- Sons of Northern Darkness (2002)
- All Shall Fall (2009)

I
- Between Two Worlds (2006)

Abbath
- Abbath (2016)
- Outstrider (2019)
- Dread Reaver (2022)